# Distrito de Huancapón
Huancapón es un distrito situado en la provincia de Cajatambo, ubicada en el departamento de Lima, Perú. Según el censo de 2017, tiene una población de 984 habitantes.
Dentro de la división eclesiástica de la Iglesia Católica del Perú, pertenece a la Diócesis de Huacho

## Historia
El distrito fue creado mediante Ley del 2 de enero de 1857, en el gobierno del Presidente Ramón Castilla.

## Geografía
Ubicado sobre los 3100 m s. n. m., su capital es el centro poblado de Huancapón. El lugar es reconocido por sus amplios y majestuosos paisajes naturales, algunos vestigios de su pasado incaico.

## Autoridades

### Municipales
- 2023-2026
  - Alcalde: Juan Silenciario Ávila Muñoz
- 2019-2022
  - Alcalde: Miguel Dante Ventocilla Ascarruz

- 2015-2018[3]
  - Alcalde: José Eli Bonifacio Quispe, Partido Alianza para el Progreso (APP).
  - Regidores: Domingo De Silas Salazar Cabanillas (APP), Pedro Marcelino Marcelo Alcoser (APP), Juan Lino Villafuerte Muñoz (APP), Rosario Amanda Garcia Montalvo (APP), Mauro M Salazar Fritas (Patria Joven).
- 2011-2014[4]
  - Alcalde: José César Alvarado Camacho,  Movimiento Concertación para el Desarrollo Regional (CDR).[5]
  - Regidores: Mariela Yhecenia Miranda Chavarría (CDR), Noemí Mery Zevallos Roque(CDR), Macías Rufino Fernández García (CDR), Tavita Dévora Morales Carmen (CDR), Adelaida Hernández Cotrina  (Fuerza 2011).
- 2007-2010[6]
  - Alcalde: Alejandro Lizzetti Salazar, Agrupación independientes Sí Cumple (Sí).
  - Regidores: Víctor Nazario Montalvo Portilla (Sí), Abelardo Patrocinio Chamorro Miranda (Sí), Severo Arturo Montalvo Muñoz (Sí), Justa Salvadora Carrascal Chavarría (Sí), Gilbert Herver Pumachagua Portilla (Coordinadora Nacional de Independientes).
- 2003-2006
  - Alcalde: Ciro Bernardo Carrascal Chavarría, Frente Popular Anticorrupción.
- 1999-2002
  - Alcalde: Julio Cotrina Cámara, Movimiento independiente Vamos Vecino.
- 1996-1998
  - Alcalde: Eli Vidal Miranda Morales, Lista independiente Nº 5 Somos Cajatambo.
- 1993-1995
  - Alcalde: Belizario Salazar Cabanillas, Lista independiente Nº 7 Cambio 93.

### Policiales
- Comisaría  
  - Comisario: Mayor. PNP  .

### Religiosas
- Diócesis de Huacho[7]
  - Obispo de Huacho: Mons. Antonio Santarsiero Rosa, OSI.

## Personajes ilustres
La localidad es conocida por ser cuna de dos ilustres personajes: 
- Víctor Manuel Augusto Merino-Peralta "Pokekus", reconocido filósofo y pensador, autor entre otros trabajos del tratado "Big Head Stuffed", e íntimo amigo del presidente José Balta y Montero, quien impulsara la creación del distrito.
- Teodora Navidad Goñe, tradicionalista, autora de diversos cuentos costumbristas por tradición oral como "1963, visita del presidente Fernando Belaúnde Terry a Huancapón y Cajatambo", "Muerte en la Hacienda Collpa", "13/10/89 Incursión Senderista en Huancapón", "Rodeo en Huaman Chacra", "El Rey, El Chiquito y los Persas. Muerte en el Trigal", "El Pishtaco de Oyón", "Cholón El Supay" y otras.